# TercerMundo
TercerMundo est un groupe équatorien de rock, originaire de Quito.

## Histoire
En 2000, ils enregistrent Cien Años, en allusion à la fin du XXe siècle, qui comprend une anthologie de la première étape du groupe, ainsi que les chansons inédites Si dijeras et Si debo cambiar. En 2002, le bassiste Pablo Mora quitte l'Équateur pour des raisons familiales, et les autres membres enregistrent l'album 3, avec un son plus pop, comprenant les chansons Siempre, Dime sí et Reclamo. En 2005, ils sortent l'album Te amaré, dont ils font la promotion de la chanson homonyme, Perdóname et Reina, avec la participation de l'ancienne Miss Équateur María Susana Rivadeneira en tant que star de la vidéo officielle de la chanson.
En 2008, TercerMundo enregistre l'album TM, qui comprend les chansons Corazones rotos, Verte otra vez et Vuelve. En 2009, le groupe sort la compilation Best of, qui comprenait les titres inédits Cómo duele et Pensando en ti et en 2010 Amigos de mi país, qui comprend certaines des chansons les plus connues du groupe avec la participation de plusieurs artistes connus en Équateur pour commémorer les 20 ans de carrière du groupe. Cet album a été suivi d'une tournée homonyme dans les plus grandes villes du pays,.
En janvier 2012, TercerMundo sort le single Abrázame avec lequel ils font la promotion d'une tournée de concerts dans les bars et les clubs de tout l'Équateur appelée ElectroDiscoLovin Tour, et d'une tournée promotionnelle aux États-Unis qui les amène à présenter la chanson dans un épisode de l'émission Caso cerrado avec le docteur Ana María Apolo. En octobre, ils enregistrent un concert acoustique au Teatro Prometeo, qui deviendra le premier DVD live du groupe, Acústico, sorti en juillet 2013.
En septembre 2013, Juan Fernando Velasco et Pablo Mora se sont réunis après quinze ans avec TercerMundo pour la tournée El Retoque, qui se termine le 7 octobre de la même année, et pour clôturer l'année, ils sortent les singles Sin ti et Sólo baila, une chanson qui leur vaut d'être reconnus par SARIME comme le groupe ayant eu le plus de succès en 2014. Fin 2014, ils sortent le single No puedo olvidarte, et en 2015 Soy yo, positionnant à nouveau le groupe en tête des charts radio et TV. En 2016, avec la chanson Ahora o nunca, le groupe reste une référence du mouvement musical équatorien.
En 2018, le groupe sort une nouvelle chanson, El Destornillador, qui coïncide avec le trentième anniversaire du groupe, et fait une tournée de concerts pour le célébrer,.
Dans le contexte de la pandémie de Covid-19, le groupe lance en 2020 une série de concerts virtuels,, en commençant par Desde Adentro, soutenant l'initiative #SalvarVidasEc pour aider les personnes touchées par la pandémie, ainsi qu'une version acoustique de leur chanson Sin pensar. Vers la fin de la même année, TercerMundo sort l'EP Ella Perdió, qui comprend les titres inédits Ella Perdió, Salirme et L.O.S.E.R.
En 2021, TercerMundo reste en contact avec son public grâce à la diffusion de plusieurs flux en direct, diffusés sur Facebook et YouTube.

## Discographie

### Albums studio
- 1992 : Uno de estos días (IFESA)
- 1994 : El Rock no ha Muerto (MTM)
- 1996 : Hacia adentro (MTM)
- 1998 : Tu madre (Discos del Mundo)
- 2000 : Cien Años (Discos del Mundo)
- 2002 : 3 (Discos Del Mundo)
- 2005 : Te Amaré (Discos del Mundo)
- 2008 : TM (Discos del Mundo)
- 2009 : Best of (Discos del Mundo)
- 2010 : Amigos de mi país (Discos del Mundo)
- 2013 : Acústico (Discos del Mundo)

### Singles et EP
- 1989 : Hasta que tú llegaste / No sin tu amor (IFESA)
- 1990 : La Frágil / El Águila (IFESA)
- Discográfica: IFESA
- 1991 : Duérmete junto a mí / Está sangrando la tierra (IFESA)
- 1995 : Tu País / Tu país (versión acústica) (MTM)
- 1997 : Cinco / Mis amigos / Incienso en el bus (MTM)
- 2012 : Abrázame (Discos Del Mundo)
- 2013 : Sin Ti (Discos Del Mundo)
- 2013 : Sólo Baila (Discos del Mundo)
- 2014 : No Puedo Olvidarte (Discos del Mundo)
- 2015 : Soy Yo (Discos del Mundo)
- 2016 : Ahora o Nunca (Discos del Mundo)
- 2018 : El Destornillador (Discos del Mundo)
- 2020 : Ella Perdió / Salirme / L.O.S.E.R. (Discos del Mundo)